# Resolución 1737 del Consejo de Seguridad de las Naciones Unidas
La Resolución 1737 del Consejo de Seguridad de las Naciones Unidas fue adoptada por unanimidad el 23 de diciembre de 2006. Patrocinada por Francia, Alemania y Reino Unido, la resolución 1737 impuso sanciones contra el régimen iraní por no haber interrumpido su programa de enriquecimiento de uranio tras la Resolución 1696. Prohibía el suministro de tecnología y materiales relacionados con la energía nuclear y congelaba los activos de las personas y empresas clave relacionadas con el programa de enriquecimiento. Tuvo lugar dos meses después de la redacción de un proyecto de resolución que fue modificado varias veces por las objeciones de Rusia y China. Estas objeciones se hicieron evidentes, e hizo falta que a última hora el presidente de la Federación de Rusia, Vladímir Putin negociara directamente con el Presidente de los Estados Unidos George W. Bush para que fuese posible la votación. La resolución se produjo después de que Irán rechazara los incentivos económicos planteados por los cinco miembros permanentes del Consejo de Seguridad, más Alemania.

## Resumen de la resolución
La resolución, promulgada en virtud del Capítulo VII de la Carta de las Naciones Unidas, requiere a Irán para que suspenda determinadas "actividades nucleares sensibles a la proliferación." Impone varias prohibiciones en todos los estados respecto a las actividades nucleares de Irán. El Consejo de Seguridad también impuso una congelación de aquellos activos que apoyaran o se asociaran a las actividades de proliferación nuclear de Irán y establecieran un comité (conocido como el Comité de 1737) para vigilar su implementación. También proporcionó un plazo para que Irán cumpla con la resolución. Las sanciones se levantarían si Irán suspendía las "actividades sospechosas" en un plazo de 60 días desde la satisfacción de la Agencia Internacional de la Energía Atómica.

## Respuesta iraní
Irán condenó la resolución y criticó al Consejo de Seguridad. Mohammad Ali Hosseini, portavoz del Ministerio de Asuntos exteriores de Irán, dijo que la resolución "no puede afectar ni limitar las actividades nucleares pacíficas de Irán, sino que desacreditará las decisiones del Consejo de Seguridad, el poder del cual se está deteriorando." Dado que la resolución se encuentra bajo el Artículo 41 del Capítulo 7 de la Carta de las Naciones Unidas, no se puede hacer efectiva mediante el uso de medios militares.
El embajador iraní ante NU, Mohammad Javad Zarif, también respondió a la resolución: "Una nación está siendo castigada por el ejercicio de sus derechos inalienables", acusando al Consejo de actuar ante el "requerimiento de un peligroso régimen de agresión y crímenes de guerra como su marca de marca de comportamiento", refiriéndose a Israel, el primer ministro del cual, Ehud Olmert, presumió que había adoptar medidas para la desambiguación de su supuesto arsenal nuclear.
En reacción a la resolución, el presidente iraní, Mahmoud Ahmadinejad, declaró: "Lo siento por los que perdieron la oportunidad de amistad con la nación de Irán. Usted mismo sabe que no puede echar a perder la nación de Irán". Hosseini, el portavoz del Ministerio de Asuntos exteriores, prometió que la relación de Irán con el control nuclear de las Naciones Unidas cambiaría.

## Personas y entidades con activos congelados
La resolución lista los siguientes individuos y organizaciones cuyos activos pide que se congelen:

### Programa nuclear
|  | Organizaciones - Organización de Energía Atómica de Irán - Mesbah Energy Company - Kala-Electric - Pars Trash Company - Técnica Farayand - Organización de las Industrias de Defensa - 7th of Tir |

### Programa de misiles balísticos
|  | Organizaciones - Grupo Industrial Shahid Hemmat - Grupo Industrial Shahid Bagheri - Grupo Industrial Fajr |

Además de estos, el general de División, Yahya Rahim Safavi, comandante en jefe de los Cuerpos de la Guardia Revolucionaria Islámica, aparece en un grupo separado y se afirma que está involucrado en los dos programas de misiles nucleares y balísticos.

## Venta de misiles rusos
Después de la resolución, Rusia vendió un número no especificado de misiles tierra-aire del tipo Tor-M1 a Irán.

## Implementación
En septiembre de 2012, Baréin y los Emiratos Árabes Unidos confiscaron varios equipos dirigidos a Irán que posiblemente habían sido solicitados para el programa nuclear iraní, como fibra de carbono, que según los expertos sería vital si Irán quisiera desarrollar tecnología de enriquecimiento nuclear más avance. Además, los diplomáticos dijeron que Emiratos Árabes Unidos informaron a la Comisión del 1737 que los Emiratos Árabes Unidos habían interceptado equipos sospechosos dirigidos a Irán unas 15 veces en tres años.

## Terminación
Las disposiciones de la Resolución 1737 fueron rescindidas por la Resolución 2231 vigente en el Día de Aplicación del Plan de Acción Conjunto, el 16 de enero de 2016.